# International Women's Open 1989
L'International Women's Open 1989 è stato un torneo di tennis giocato sull'erba. 
È stata la 15ª edizione del torneo di Eastbourne, che fa parte della categoria Tier II nell'ambito del WTA Tour 1989. 
Si è giocato a Eastbourne in Inghilterra, dal 19 al 25 giugno 1989.

## Campionesse

### Singolare
Martina Navrátilová ha battuto in finale  Raffaella Reggi con il punteggio di 7–6, 6–2

### Doppio
Katrina Adams /  Zina Garrison hanno battuto in finale  Jana Novotná /  Helena Suková che si sono ritirate sul punteggio di 6–3